# Zignematofícies
Les zignematofícies (Zygnematophyceae) són una classe d'algues verdes. Conté dos ordres: Zygnematales i Desmidiales.